# Teatro comunale Ruggero Ruggeri
Il teatro comunale Ruggero Ruggeri è un teatro situato a Guastalla, in provincia di Reggio Emilia.
Il teatro è intitolato alla memoria dell'attore Ruggero Ruggeri, la cui madre era originaria di Guastalla.

## Storia
Giovanni Battista Benamati, nella sua Istoria della città di Guastalla pubblicata a Parma nel 1674, ricorda che per le nozze dell'erede del signore della città Anna Isabella, con Carlo Ferdinando di Mantova, nell'aprile del 1671, si sarebbe anche dato inizio alla costruzione di un edificio teatrale pubblico «A spese di persone particolari, che volontariamente vi concorsero, e in pochi anni è stato ridotto a tale perfettione, con quattro ordini di palchi secondo il modello d'Antonio Vasconi».

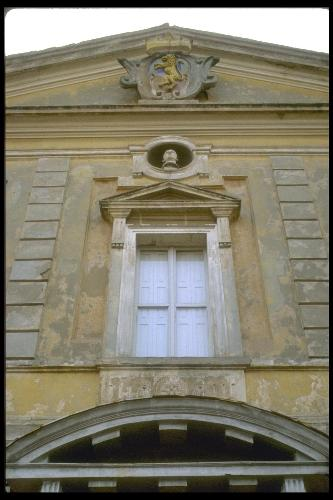
Particolare della facciata

Si decise di non costruire nella Piazza della Rocca, dove esistevano ancora le prime opere di un vecchio progetto di teatro pubblico. Il nuovo teatro sorse invece lungo una delle vie principali e «il Duca ha con un suo decreto [...] ordinato che detto luogo non possi mai essere ad altro uso convertito».. Ai cittadini sottoscrittori vennero assegnati i posti in teatro e vennero pure nominati tre sovrintendenti che dovevano garantire la funzionalità del teatro. La gestione accademica e la partecipazione dei privati cittadini indicavano che erano già in atto iniziative indipendenti dalla corte definitivamente accettate nel 1706, quando vennero redatti i 18 capitoli che dovevano chiarire i rapporti tra il teatro e l'Accademia degli Oziosi e che prevedevano sistemi di autofinanziamento e scambi teatrali. L'impegno civile e culturale che ruotava intorno alla macchina organizzativa mostra che il teatro non era più un intrattenimento cortigiano e che i duchi erano solo degli spettatori di riguardo.. 
Dopo due anni di lavori dedicati al ripristino delle strutture dell'edificio e alla decorazione affidata a A. Paglia e F. Cardinali, il teatro che da almeno un ventennio era inagibile e pericolante, fu nuovamente inaugurato nel 1814.

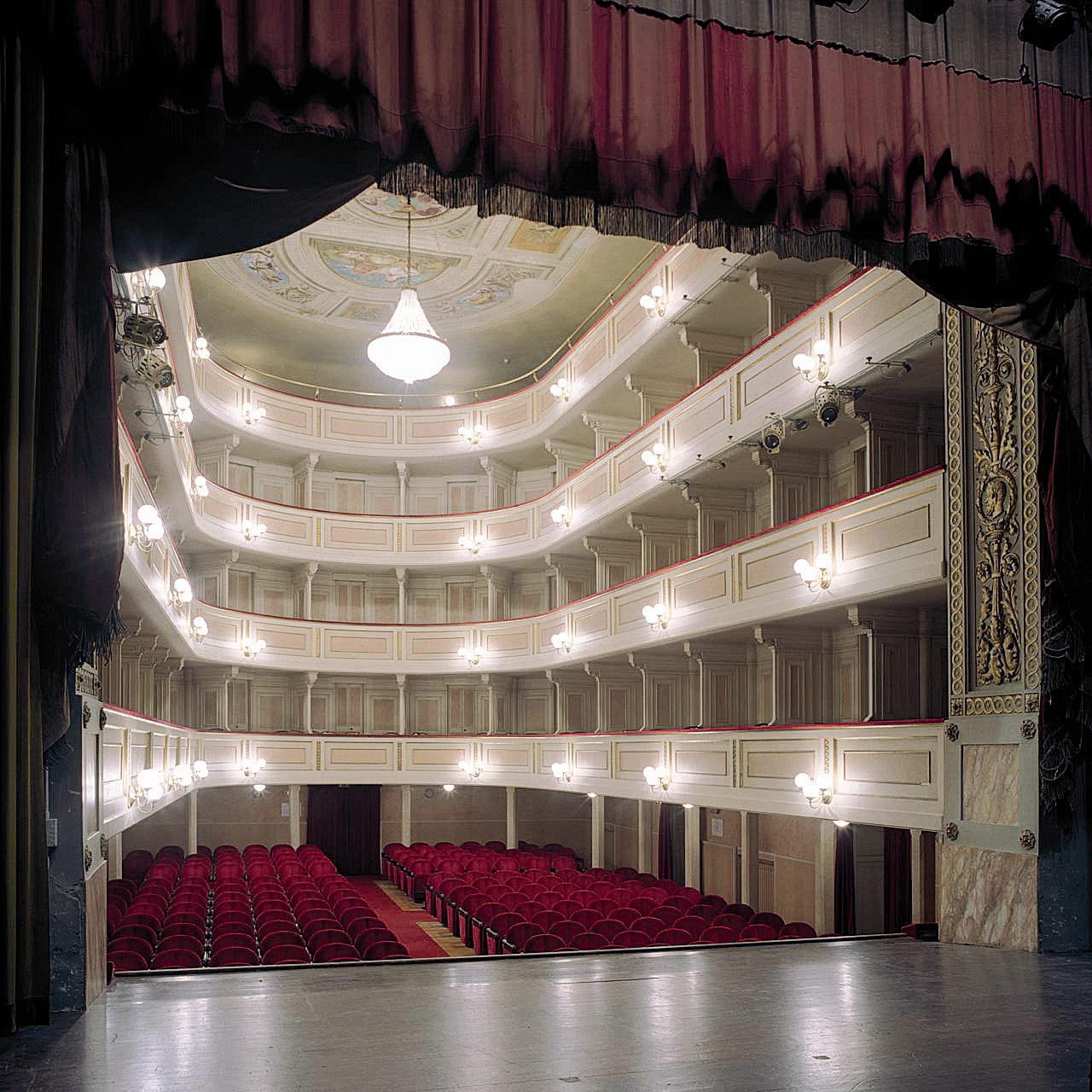
Interno del teatro Ruggeri

Un moderno restauro avvenuto nel 1965 ha eliminato l'aspetto ottocentesco, distruggendo i vecchi palchetti e sostituendoli con una balaustra che nei primi tre ordini ha dei divisori. Rimangono solo i fregi del boccascena, un tendone rosso nell'atrio, la decorazione del soffitto della cavea e dell'atrio. La semplice facciata invece ha conservato l'originale aspetto seicentesco con l'ingresso al centro, un timpano nella sommità e tre grandi finestre al primo piano sormontate da altorilievi ottocenteschi con ritratti.
Il teatro attualmente è funzionante e ospita rappresentazioni di prosa.